# Rinat Dasajev
Rinat Fajzrachmanovitsj Dasajev (Russisch: Ринат Файзрахманович Дасаев) (Astrachan, Sovjet-Unie, 13 juni 1957) is een voormalig Sovjetse doelman van Tataarse komaf. Hij speelde drie wereldkampioenschappen met het nationale elftal van de Sovjet-Unie. Hij wordt gezien als de op een na beste Russische doelman ooit (achter Lev Jasjin) en een van de beste keepers in de jaren 80. Hij kreeg in 1988 de prijs van “Beste doelman van de wereld” van de IFFHS. In 2004 werd hij door Pelé genoemd als een van de top-125 grootste, in leven zijnde, voetballers.

## Carrière
Dasajev, bijgenaamd "Het IJzeren Gordijn", was doelman voor de Russische voetbalclub Spartak Moskou gedurende een groot deel van de jaren tachtig. Hij won vijf keer het landskampioenschap van de Sovjet-Unie met Spartak Moskou en werd tot beste keeper van de Sovjet-Unie gekozen door het tijdschrift Ogonyok (Огонёк) in 1980, 1982, 1983, 1985, 1987 en 1988.

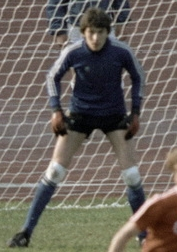
Dasajev tijdens de Olympische Spelen in 1980

Dasajev speelde voor het nationale elftal van de Sovjet-Unie tijdens de Olympische Spelen in 1980 en won brons met zijn elftal. Hij deed mee bij de FIFA Wereldkampioenschappen in 1982, 1986 en 1990 alsmede op de Euro '88 (waar het Sovjets nationale team als tweede eindigde). In totaal speelde hij 91 interlands tussen 1979 en 1990, waarmee hij de tweede speler van het Sovjets team ooit is met de meeste interlands.
Nadat zijn contract was geëindigd bij de Spaanse club Sevilla, vroeg in de jaren negentig, besloot Dasajev een punt achter zijn sportcarrière te zetten. Later erkende hij in een vraaggesprek met het weekblad Itogi dat hij niet had kunnen aarden in Spanje: hij sprak de taal niet, er werd anders gevoetbald en hij kwam opeens in een wereld vol overvloed terecht. Hij hield zich met moeite staande. Na afloop van zijn contract kreeg hij een baan als trainer. Hij raakte toch werkloos en kreeg een drankprobleem. Hij keerde terug naar Moskou en ging na een periode bij Spartak en de nationale selectie uiteindelijk als keeperstrainer aan de slag bij Torpedo Moskou. Hij werd daarnaast aangewezen als de 2008 UEFA Champions League Finale-ambassadeur.
In Nederland werd Dasajev voornamelijk bekend door zijn rol als keeper van het nationale voetbalelftal van de Sovjet-Unie tijdens het Europees kampioenschap voetbal 1988. In de eerste wedstrijd van dat toernooi wist hij de vele doelpogingen, van met name Ronald Koeman, te pareren waardoor hij de 1-0-voorsprong voor zijn ploeg wist te behouden. Vervolgens kreeg hij slechts twee tegendoelpunten te incasseren. In de EK-finale trof Rusland Nederland wederom maar was Dasajev volkomen kansloos op de magistrale volley van Marco van Basten en een doelpunt met het hoofd van Ruud Gullit. Dasajev had het toernooi ijzersterk gekeept en werd uitgeroepen tot keeper van het Europees kampioenschap voetbal 1988.

## Privé
Dasajev is sinds 2002 gehuwd. Hij heeft zes kinderen en is moslim.